# 긴시초역
긴시초역(일본어: 錦糸町駅, きんしちょうえき)은 일본 도쿄도 스미다구에 있는 철도역이다.

## 타는 곳

### 동일본 여객철도
| 1 | 소부 완행선 | 아키하바라・오차노미즈・신주쿠・미타카 방면                                                                          |
| 2 | 소부 완행선 | 니시후나바시・쓰다누마・지바 방면                                                                                    |
| 3 | 소부 쾌속선 | 도쿄・시나가와・요코하마・구리하마 방면 (요코스카 선 직결)                                                           |
| 3 | 소부 쾌속선 | 아키하바라・신주쿠 방면(일부 특급열차만 해당)                                                                        |
| 4 | 소부 쾌속선 | 후나바시・쓰다누마・지바・사쿠라・나리타・나리타 공항・가시마진구 방면 (우치보선・소토보선・나리타선・가시마선 직결) |

### 도쿄 지하철
| 1 | 한조몬 선 | 오테마치・시부야・주오린칸 방면 (도큐 덴엔토시 선 직결)                              |
| 2 | 한조몬 선 | 오시아게・기타센주・도부 동물공원・구키・미나미쿠리하시 방면 (도부 이세사키 선 직결) |

## 역세권 정보
- 국도 14호선

## 호텔
- 롯테시티호텔 긴시초(Lotte City Hotel Kinshicho)
- 토부 호텔 레반트 토쿄(Tobu Hotel Levant Tokyo)

## 역사
- 1894년 12월 9일: 혼조역(일본어: 本所駅)으로 영업 개시.
- 1915년 5월 1일: 긴시초 역으로 변경
- 2003년 3월 19일: 한조몬 선의 역이 영업 개시, 환승역이 되다

## 사진

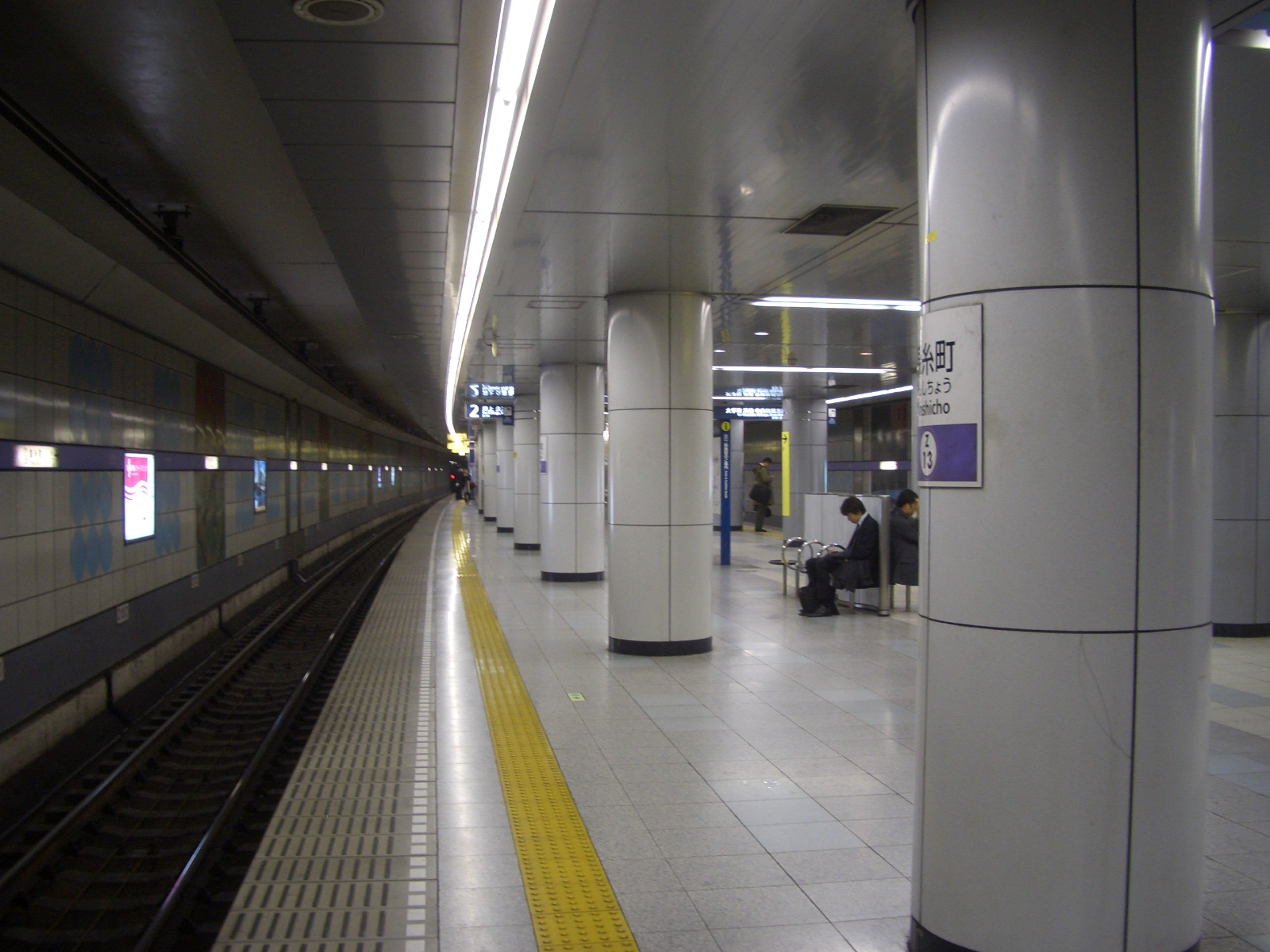
한조몬 선 승강장 모습

## 인접역
| 동일본 여객철도 ■소부 본선                                                | 동일본 여객철도 ■소부 본선 | 동일본 여객철도 ■소부 본선  |
| ------------------------------------------------------------------------- | -------------------------- | --------------------------- |
| 후나바시 나리타                                                           | 통근쾌속                   | 바쿠로초 즈시 방면          |
| 신코이와 지바, 나루토, 가즈사이치노미야, 기미쓰, 나리타 공항, 가시마 신궁 | 쾌속                       | 바쿠로초 구리하마 방면      |
| 가메이도 지바 방면                                                        | 각역정차                   | 료고쿠 미타카               |
| 도쿄 지하철 한조몬 선                                                     |                            |                             |
| Z 12 스미요시 시부야 방면                                                 | 한조몬 선                  | 오시아게 Z 14 오시아게 방면 |